# Джое Май
Джое Май (нім. Joe May, також Джо Мей, справжнє ім'я Джозеф Отто Мендель (нім. Joseph Otto Mandel); * 7 листопада 1880 Відень, Австрія — † 29 квітня 1954, Лос Анджелес, США) — німецький і американський кінорежисер і продюсер австрійського походження, один з піонерів німецького кінематографа.

## Біографія та кар'єра
Джозеф Отто Мандель народився у Відні. Після навчання у Берліні і різноманітних випадкових робіт, він почав свою творчу кар'єру як режисер оперет у Гамбурзі. У кіно дебютував у 1912 році, а у 1915 заснував власну виробничу кінокомпанію, започаткувавши там постановки успішних серійних стрічок пригодницького жанру, героями яких став детектив Стюарт Веббс (1913–1914), який уперше з'явився у фільмі «Таємнича вілла» (1914) та, згодом, Джое Деббс.
Під час першої світової війни Май після численних детективних стрічок береться за серйозніший проект — «Хільде Варрен і смерть» («Hilde Warren und der Tod», 1917), сценарій якого написав демобілізований австрійський офіцер Фріц Ланг.
У 1920-х роках Джое Май під впливом стилю «камершпіле» і «Нової речовинності» поставив свої найкращі фільми «Повернення додому» (1928) і «Асфальт» (1929). У 1934 році після приходу до влади Гітлера емігрував з Німеччини, переїхав до Голлівуду, де упродовж 1930-х років поставив низку малозначущих в художньому відношенні фільмів на зразок «Повернення людини-невидимки» (1940). Згодом полишив кіно і відкрив ресторан у Голлівуді.
Був одружений з акторкою Міа Май, від шлюбу з якою мав доньку, Єву Май, що також стала акторкою.

## Обрана фільмографія
В Німеччині
- 1913 — Таємнича вілла / Die geheimnisvolle Villa
- 1918 — Жертва /
- 1919 — Правда перемагає / Veritas vincit
- 1921 — Індійська гробниця / Das indische Grabmal
- 1923 — Трагедія кохання / Tragödie der Liebe
- 1928 — Повернення / Heimkehr
- 1929 — Асфальт / Asphalt

У США
- 1934 — Музика в повітрі / Music in the Air
- 1937 — Визнання / Confession
- 1940 — Будинок з сімома фронтонами / The House of the Seven Gables
- 1940 — Повернення людини-невидимки / The Invisible Man Returns